# Mesterházi Lajos
Mesterházi Lajos (eredeti neve: Hoffstaedter Lajos) (Kispest, 1916. március 3. – Budapest, 1979. április 4.) Kossuth- és négyszeres József Attila-díjas magyar író. A pártos realizmus kiemelkedő hazai képviselője, a kádári konszolidáció feltétlen támogatója.

## Életpályája
Hoffstaedter Lajos (1884–1945) és Weinberger Lenke fia. 1934-ben érettségizett Budapesten, majd Eötvös-kollégistaként a Pázmány Péter Tudományegyetemen tanult tovább latin–francia szakon. 1938–1939 között párizsi ösztöndíjas volt. 1940-ben bölcsészdoktori és tanári oklevelet szerzett. 1941–1944 között az Angol–Magyar Bank kereskedelmi levelezője volt. 1945–1947 között az MKP I. Kerületi szervezetének párttitkára volt. 1947–1948 között a Magyar Távirati Iroda, 1949-ben a Magyar Rádió Irodalmi Osztályának munkatársa volt. 1950–1954 között a Művelt Nép, 1957–1958 között pedig az Élet és Irodalom felelős szerkesztője volt. 1966–1979 között a Budapest című folyóirat főszerkesztője volt.
Házastársa Ditróy Zsófia volt, akit 1940. május 11-én Szegeden vett nőül.

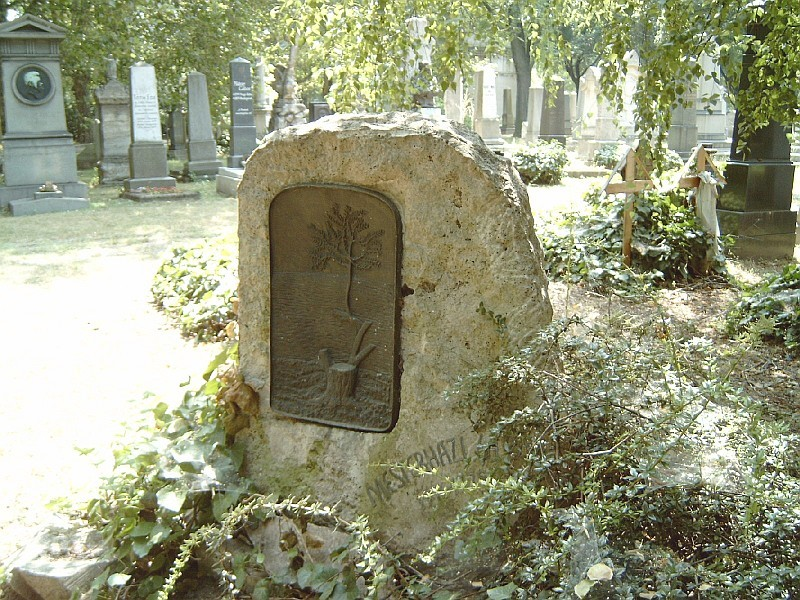
Mesterházi Lajos sírja Budapesten. Fiumei úti sírkert: 34/2-1-34. Rácz Edit alkotása

## Költészete
Műveiben az 1930-as évek kispolgári és értelmiségi rétegének életét, útkeresését ábrázolta. 1958-ban született nagy sikerű színműve, a Pesti emberek, amely az 1956-os forradalom utáni moralizáló nemzedék önvizsgálatának egyik elindítója lett. A kor neves színészei adták elő. 1981-ben a Thália Színház felújította Kazimir Károly rendezésében. Regényeiben és novelláiban is érdeklődéssel fordult generációja különböző sorstípusai felé, a hatalom csábításának ellenállni képes, a történelem viharai között is erkölcsileg tisztán maradó embert kutatta.

## Művei
- Karacs Lajos sztahanovista betonszerelő élete és munkamódszere (1950)
- Csodák nélkül (elbeszélés, 1951)
- Hűség (elbeszélés, 1952)
- Békatarisznya (útirajzok, 1953)
- Két szerelem (1954)
- Tanúság az ember nevében (regény, 1955)
- Fényes szellők (regény, 1956)
- Hazafiak iskolája (regény, 1956)
- Pesti emberek (színmű, 1958)
- Szép, szárnyas ajtó (elbeszélés és rádiójáték, 1958)
- Pár lépés a határ (regény, 1958)
- Pokoljárás (regény, 1959)
- Másnap (dráma, 1959)
- Amit egy vita elárul, vezercikk, Népszabadság, 1959. IX. 23.[6]
- Üzenet (dráma, 1960)
- A tizenegyedik parancsolat (dráma, 1961)
- Játék (dráma és hangjáték, 1961)
- A négylábú kutya (regény, 1961)
- Ünneplők (1963)
- Az ártatlanság kora (regény, 1963)
- Egyes szám első személyben (kisregény, 1964)
- Magnéziumláng (elbeszélés, 1965)
- Isten, méretre (regény, 1966)
- Férfikor (regény, 1967)
- Derűs órák (elbeszélés, 1968)
- Vakáció (regény, 1969)
- Apaszív (regény, 1971)
- A bánatos bohóc (regény, 1972)
- A Prométheusz-rejtély (regény, 1973)
- Hármas ugrás (kisregény, 1974)
- Viszontlátás (szociográfiai riport, 1974)
- Sempiternin (kisregény, 1975)
- Szólni szólítatlan (cikkek, tanulmányok, 1975)
- A kardnyelő és az emberek (elbeszélés, 1977)
- Szeptemberi ízek (elbeszélés, 1982)
- A hazafiság logikája (esszék, 1983)
- Visszaemlékezések (1984)
- Farsang (1943?/2013)

## Díjai, elismerései
- Magyar Népköztársasági Érdemérem (1950)
- József Attila-díj (1952, 1953, 1959, 1973)
- Szocialista Hazáért Érdemrend (1954)
- Kossuth-díj (1962)
- A Munka Érdemrend arany fokozata (1966, 1970, 1973)
- Szocialista Hazáért (1967)
- Felszabadulási Jubileumi Emlékérem (1970)
- A Munka Vörös Zászló Érdemrendje (1976)
- SZOT-díj (1977)

## Emlékezete
- Emlékét őrzi Ráckeve egyik köztere, a Mesterházi Lajos tér, illetve emlékét idézi egy rövid utca Budapest XI. kerületében, a keresztnév nélküli nevet viselő Mesterházi utca.